# L'artiglio di Naar
(Lupo Solitario verso te, prefazione)
L'artiglio di Naar (titolo originale Vampirium) è un librogame dello scrittore inglese Joe Dever, pubblicato nel 1998 a Londra dalla Red Fox Children's Books e tradotto in numerose lingue. È il ventisettesimo dei volumi pubblicati della saga Lupo Solitario. La prima edizione italiana, del 1998, fu a cura della Edizioni EL.
Questo libro è il settimo della serie, in cui il protagonista non è più il supremo maestro Ramas Lupo Solitario, ma uno dei suoi allievi del "Nuovo ordine": in queste avventure, è il lettore che deve scegliere il nome del proprio personaggio, o attraverso una combinazione di due nomi (estratti a sorte da due elenchi) oppure ideato direttamente dal lettore.

## Trama
Sono passati tre mesi dal tuo ritorno dallo stato di Bor, nel quale hai sconfitto lo Shom'za, quando dopo una visita inaspettata di Lord Rimoah al Monastero Ramas, vieni convocato dal tuo maestro Lupo Solitario nei suoi appartamenti. Li, Lord Rimoah vi racconta che nelle terre del Magamund Meridionale incombe un grave pericolo, l'Autarca Sejanoz, malvagio governatore di Bhanar, si è messo alla ricerca dell'Artiglio di Naar, l'asta del potere creata dallo stesso dio del male Naar per il suo primo campione, Agarash il Dannato. Sei chiamato, dal tuo stesso Supremo Maestro Ramas Lupo Solitario, a impedire che l'asta finisca nelle mani del perfido Sejanoz e salvare nuovamente le terre del Magnamund da una nuova guerra.

## Edizione
- Joe Dever, L'artiglio di Naar, traduzione di Laura Pelaschiar McCourt, Collana Librogame, Edizioni EL, 1998,  cap. 350, ISBN 88-477-0238-0.